# Liste der Biografien/Heino
Liste der Biografien |
Portal Biografien |
Personensuche
# |
A |
B |
C |
D |
E |
F |
G |
H |
I |
J |
K |
L |
M |
N |
O |
P |
Q |
R |
S |
T |
U |
V |
W |
X |
Y |
Z |
?
 
Ha |
Hd |
He |
Hi |
Hj |
Hk |
Hl |
Hm |
Hn |
Ho |
Hr |
Hs |
Ht |
Hu |
Hv |
Hw |
Hy
 
Hea |
Heb |
Hec |
Hed |
Hee |
Hef |
Heg |
Heh |
Hei |
Hej |
Hek |
Hel |
Hem |
Hen |
Heo |
Hep |
Heq |
Her |
Hes |
Het |
Heu |
Hev |
Hew |
Hex |
Hey |
Hez
 
Heia |
Heib |
Heic |
Heid |
Heie |
Heif |
Heig |
Heij |
Heik |
Heil |
Heim |
Hein |
Heip |
Heir |
Heis |
Heit |
Heix |
Heiz
 
Heina |
Heinb |
Heinc |
Heind |
Heine |
Heinf |
Heing |
Heinh |
Heini |
Heink |
Heinl |
Heinm |
Heino |
Heinr |
Heins |
Heint |
Heiny |
Heinz
Die Liste der Biografien führt alle Personen auf, die in der deutschsprachigen Wikipedia einen Artikel haben. Dieses ist eine Teilliste mit 15 Einträgen von Personen, deren Namen mit den Buchstaben „Heino“ beginnt.

## Heino
- Heino (* 1938), deutscher Schlagersänger und Sänger deutscher VolksliederHeino (* 1938)

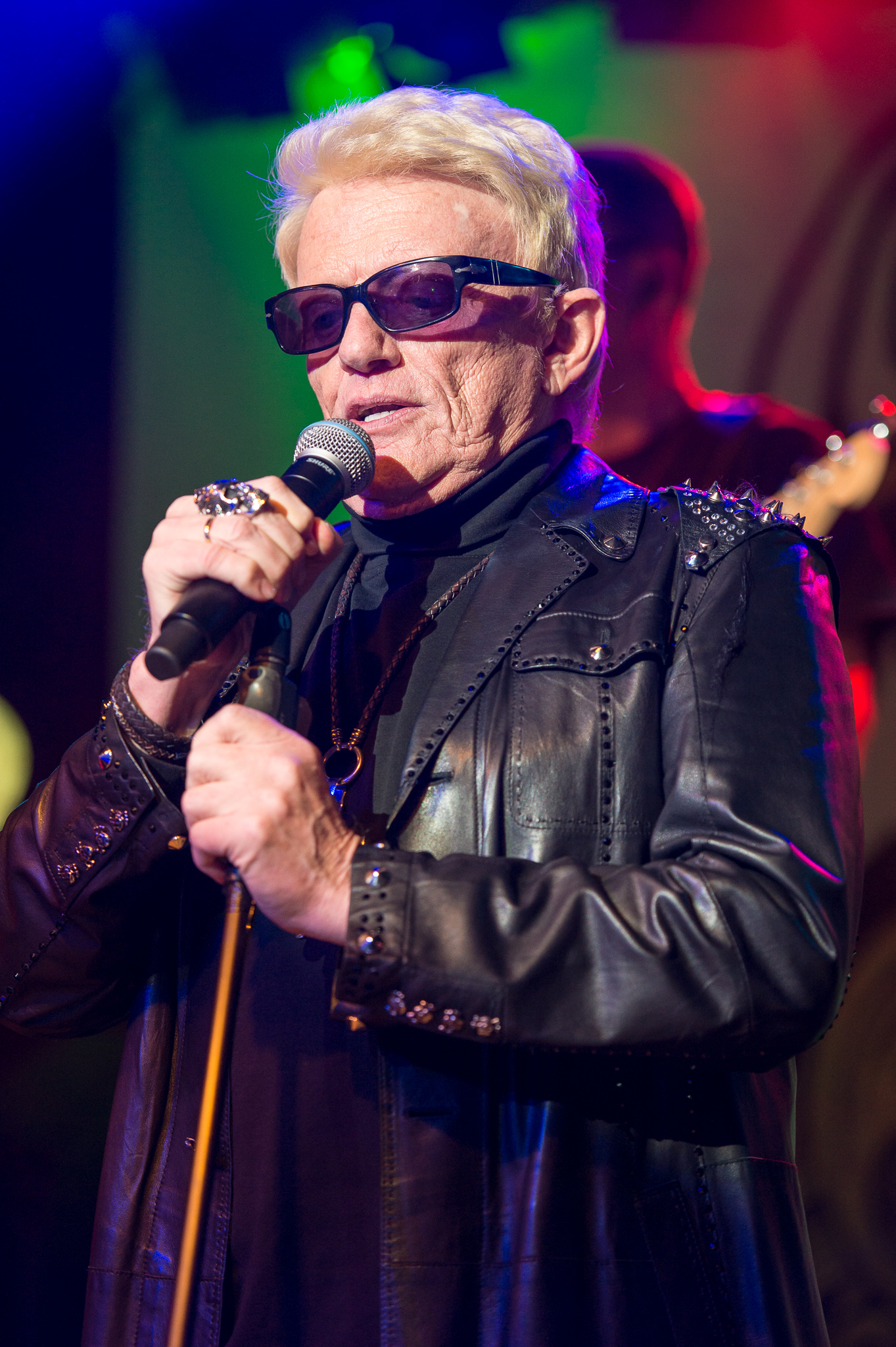
Heino (* 1938)

- Heino, Eetu (* 1988), finnischer Badmintonspieler
- Heino, Raimo (1932–1995), finnischer Bildhauer und Medailleur
- Heino, Viljo (1914–1998), finnischer Langstreckenläufer

### Heinol
- Heinold von Udynski, Karl Freiherr (1862–1943), österreichisch-ungarischer Beamter und Politiker
- Heinold, Agnes (1642–1711), schwäbische Dichterin
- Heinold, Ehrhardt (1930–2020), Unternehmensberater und Autor
- Heinold, Monika (* 1958), deutsche Politikerin (Bündnis 90/Die Grünen), MdL
- Heinold, Ronald (* 1950), deutscher Basketballspieler

### Heinon
- Heinonen, Adam (* 2002), schwedischer Tennisspieler
- Heinonen, Eero (* 1979), finnischer Musiker, Bassist der Alternative-Rock-Band The Rasmus
- Heinonen, Juha (1960–2007), finnischer Mathematiker
- Heinonen, Kari (* 1958), finnischer Skispringer
- Heinonen, Mika (* 1964), finnischer Badmintonspieler
- Heinonen, Veikko (1934–2015), finnischer Skispringer